# Carlinhos
Carlos Tarbine, más conocido con el seudónimo de Carlinhos, fue un músico argentino con carrera también en Brasil. Fue el fundador del grupo musical La bandita de Carlinhos que tuvo gran repercusión.

## Carrera
Fue un intérprete de la música carioca, hijo de un sacerdote armenio, Iervant Tarpinian, cuyo apellido original fue modificado cuando se radicó en Argentina. Residían en el Barrio Pueyrredón de Córdoba, donde existe una colectividad de ese origen muy numerosa. Carlos era músico en el Ejército (tocaba la tuba), pero a raíz de conflictos internos desertó y se exilió en Brasil, donde comenzó a ser Carlinhos. Con el paso de los años fue amnistiado y volvió a Argentina, donde formó la Bandita de Carlinhos, con la que interpretó foxtrots, pasodobles, baiones, valses, rancheras, tarantelas y otros ritmos bailables, ideales para fiestas.
Entre los integrantes estuvieron Tullio Gallo, Tito Cavá, Jorge Chiarenza (batería), Silvio Soldán (animación), Dino Ramos (Cantante y humorista), Pablo Fortuna, Palito Ortega (batería e imitación, además de ser el niñero de la hija del Carlinhos). En 1966 presentaron un CD compilatorio de sus éxitos bajo el sello Odeon. El conjunto musical fue bastante conocido en Chile, Paraguay y Uruguay, a fines de los 50's y comienzos de los 60's, con una permanencia de tres años. También se presentaron en varias emisoras como LV6 Radio Splendid y Radio Belgrano.
El grupo se caracterizaba por sus trajes con los que eran vestidos, idea de su fundador. Esos uniformes comprados en una sastrería de ropa militar de la avenida Santa Fe de Buenos Aires.

## Temas interpretados
- Tarantella Siciliana
- El Gran Reverte
- Salud, Dinero Y Amor
- El Sucu-Sucu
- Baion De Porto Alegre
- Zingarella
- En El Mundo
- Desde El Alma
- Polca de Liechtensteiner
- Pity Pity
- Total Para Qué
- Mustafá
- Damisela Encantadora
- Charleston Parisienne
- Baion De Madrid
- La Gringa
- Bella Morena
- El piano de los pobres
- La Loca De Amor
- Dorotea
- Mate Amargo
- La bicicleta [5]
- Vedette
- Bailando el rock
- Beijo nos olhos
- O amor é bom